# Juan Carlos Quincoces
Juan Carlos Díaz Quincoces, Quincoces II (Vitoria, Álava, 26 de enero de 1933 - Pamplona, Navarra, 28 de noviembre de 2002), fue un futbolista español. Jugó de defensa central o lateral y su primer equipo fue el Valencia CF.

## Biografía
Sobrino del mítico defensa y entrenador Jacinto Quincoces, del que heredó el apodo futbolístico. Quincoces II fue un bravo y espigado defensa que alternaba las posiciones de central y lateral. Si por algo destacó fue por su gran resistencia lo que le permitió disputar íntegras  cuatro temporadas consecutivas (las de 1954-1955, 1955-1956, 1956-1957 y 1957-1958).
Se incorporó a las categorías inferiores del Valencia CF por mediación de su tío, a la sazón entrenador del Valencia CF. A pesar de que también fuera su tío quien le hizo debutar en el primer equipo del Valencia CF (antes en la Copa del Rey que en la liga) nunca hubo ninguna clase de favoritismo hacia él, ya que como solía recordar Quincoces II, precisamente por ese motivo, su tío era mucho más exigente con él que con el resto de la plantilla.
Debido a su temprano debut en la Copa, antes de debutar en liga había logrado ya un título copero, el de 1954. Tras la temporada de su debut, en la que sólo disputó un partido, se hizo impprescindible en la alineación del Valencia, disputando todos los partidos de las siguientes cuatro temporadas.
A pesar de que no logró ningún título de liga, su paso por el Valencia CF fue fructífero ya que al mencionado título de Copa hay que añadir las copas de ferias de 1961-1962 y 1962-1963.
Tras disputar once temporadas con el Valencia CF, jugó una más con el Real Murcia en el que disputó 28 partidos.

### Selección nacional
Ha sido internacional con la selección de fútbol de España en ocho ocasiones. Su debut se produjo el 26 de mayo de 1957 en Madrid imponiéndose la selección española a la de Escocia por cuatro a uno.

## Clubes
| Club        | País   | Año       |
| ----------- | ------ | --------- |
| CD Mestalla | España | ...-1953  |
| Valencia CF | España | 1953-1964 |
| Real Murcia | España | 1964-1965 |

## Palmarés

### Campeonatos nacionales
| Título       | Club        | País   | Año  |
| ------------ | ----------- | ------ | ---- |
| Copa del Rey | Valencia CF | España | 1954 |

### Copas internacionales
| Título         | Equipo (*)  | País   | Año       |
| -------------- | ----------- | ------ | --------- |
| Copa de Ferias | Valencia CF | España | 1961-1962 |
| Copa de Ferias | Valencia CF | España | 1962-1963 |